# Głuptak galapagoski
Głuptak galapagoski (Sula granti) – gatunek dużego ptaka z rodziny głuptaków (Sulidae). Występuje na wyspach i wodach centralno-wschodniej części Oceanu Spokojnego – od północno-zachodniego Meksyku dalej na południe po północno-zachodnie Peru. Nie jest zagrożony wyginięciem.

## Taksonomia
Po raz pierwszy gatunek opisał Walter Rothschild w 1902 na łamach „Bulletin of the British Ornithologists’ Club”. Nowemu gatunkowi nadał nazwę Sula granti. Jest ona obecnie (2020) uznawana przez Międzynarodowy Komitet Ornitologiczny. Holotyp pochodził z wyspy Darwin. 
Klasyfikacja sporna. Dawniej niektórzy autorzy uznawali głuptaka galapagoskiego za jeden z podgatunków głuptaka maskowego (S. dactylatra). Głuptaki tych dwóch gatunków mają odmienne ubarwienie pewnych części ciała i inny stopień dymorfizmu płciowego, ponadto preferują inne gatunki ryb jako pożywienie i są izolowane rozrodczo. W 1998 Pitman & Jehl przedstawili argumenty na swoje stanowisko za wydzieleniem głuptaka galapagoskiego, zarówno przyjmując morfologiczne, jak i biologiczne kryterium gatunku. Dwa lata później American Ornithologists’ Union na swojej check-liście ptaków umieściło S. granti jako osobny gatunek. Badania nad sekwencją genu kodującego cytochrom b, których wyniki opublikowano w 2002 wykazały, że głuptak galapagoski powinien być traktowany jako osobny gatunek. Jego linia rozwojowa oraz dwie linie głuptaków maskowych (podgatunek nominatywny oraz S. d. personata) rozdzieliły się stosunkowo niedawno, bo około 400–500 tys. lat temu.

## Morfologia

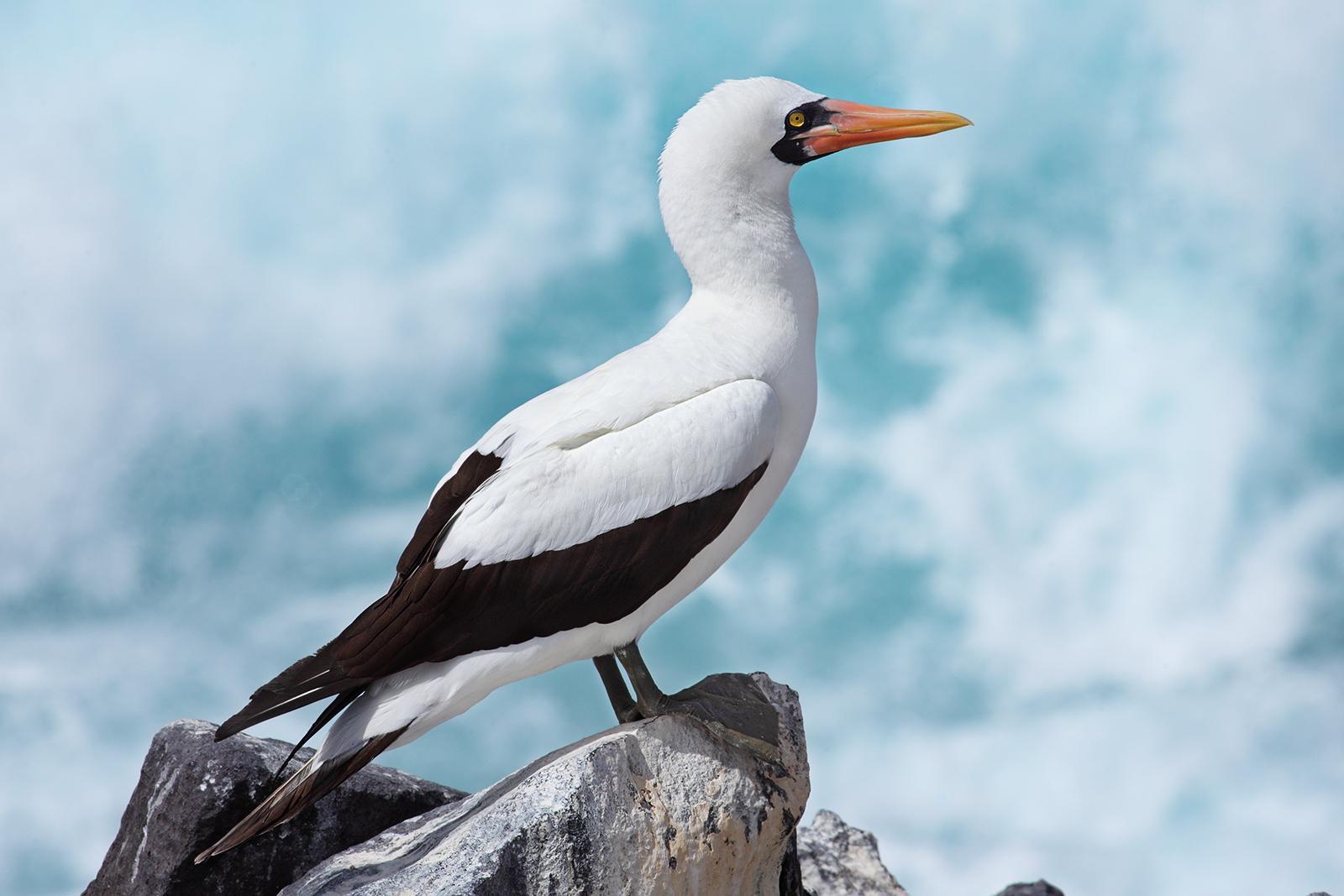
Sula granti na wyspie Española (Galapagos)

Długość skrzydła: 410–467 mm u samców (n=20), 438–483 mm u samic (n=16); długość ogona: 165–185 mm u samców (n=20), 160–194 mm u samic (n=16); długość dzioba: 96,3–107,2 mm u samców (n=19), 100–113,2 mm u samic (n=16); długość skoku 50–60,4 mm u samców (n=20), 52,3–63 mm u samic (n=16).
Dymorfizm płciowy jest wyraźnie zaznaczony w porównaniu do innych głuptaków Sula – samice są większe od samców. Ponadto samce mają stopy fioletowe z oliwkowobrązowym nalotem, zaś u samic ich barwa jest bardziej fioletowa. Dziób głuptaków galapagoskich ma barwę pomarańczową, zaś jego nasadę otacza czarna maska. Większość upierzenia biała. Wyróżniają się ciemne lotki I i II rzędu, sterówki (jednak dwie środkowe nierzadko są białe) i plamy na grzbiecie. Tęczówka pomarańczowa. Młode osobniki zyskują szatę dorosłą w wieku 2 lub 3 lat.

## Zasięg występowania
Głuptaki galapagoskie gniazdują na wyspach centralno-wschodniej części Oceanu Spokojnego. Ich zasięg rozciąga się od północno-zachodniego Meksyku na południe, obejmując Revillagigedo, Wyspę Clippertona, Wyspę Kokosową (wybrzeże Kostaryki), Malpelo, Galapagos, Isla de la Plata (Ekwador) oraz wyspy Lobos de Afuera (Peru), gdzie po raz pierwszy stwierdzono gniazdowanie tych głuptaków w marcu 2000.

## Ekologia i zachowanie

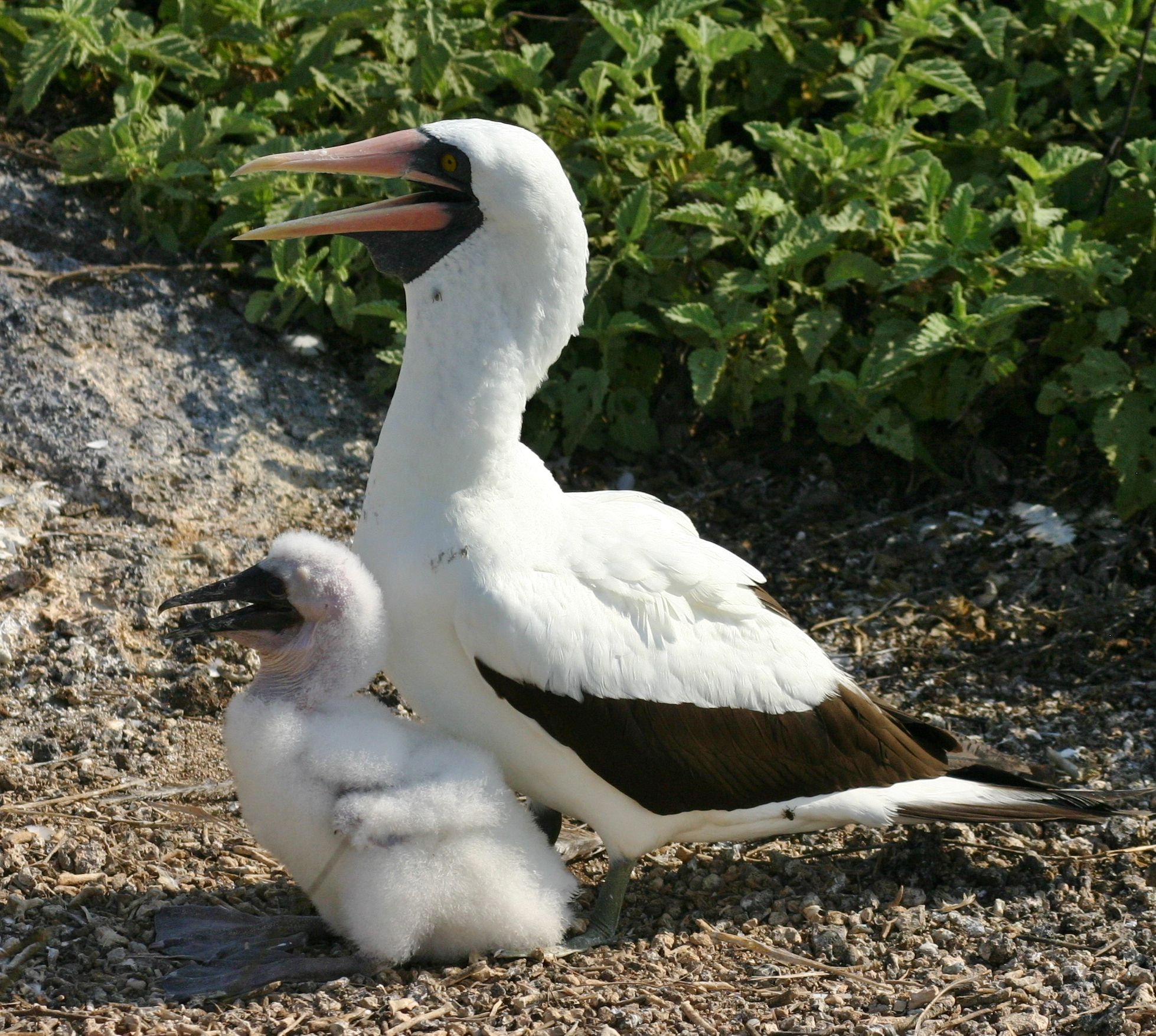
Głuptak galapagoski z pisklęciem

Głuptaki galapagoskie to ptaki morskie. Gniazdują na stromych klifach wulkanicznych wysp o nieregularnym ukształtowaniu terenu. Konkurencja międzygatunkowa u głuptaków jest rzadka. Zaobserwowano jednak konkurencję o terytorium między głuptakami galapagoskimi a niebieskonogimi (S. nebouxii). Badane na Galapagos głuptaki galapagoskie żywiły się głównie sardynkami. W latach występowania El Niño z powodzeniem przestawiały się na żerowanie na ptaszorowatych, bowiem sardynki w okolicznych wodach wówczas nie występowały. Głuptaki niebieskonogie, w przeciwieństwie do galapagoskich, podczas El Niño głodowały. Także i na peruwiańskiej wyspie Lobos de Tierra zaobserwowano podobne zmiany w diecie głuptaków galapagoskich. Zazwyczaj żywiły się głównie sardelami peruwiańskimi ( Engraulis ringens) i rybami innych gatunków, w tym makreloszami (Scomberesox saurus), ptaszorowatymi i cefalami (Mugil cephalus). W latach występowania El Niño zjadały ryby innych gatunków, między innymi makrele japońskie (Scomber japonicus), Anchoa nasus i bonito (Katsuwonus pelamis).

### Lęgi
Głuptaki galapagoskie gniazdują w luźnych koloniach. W jednej z dużych kolonii na Galapagos okres lęgowy trwa od października do czerwca. Na Lobos de Afuera podczas obserwacji prowadzonych pod koniec marca zauważono wyłącznie dorosłe przy gniazdach już wysiadujące; w owym miesiącu pisklęta jeszcze nie wykluły się. Gniazdo umieszczone jest na ziemi. Zniesienie liczy jedno lub dwa jaja. Wysiadywanie odbywa się poprzez ogrzewanie jaj stopami, w których u samic gęściej występują naczynia krwionośne, podobnie jak u wysiadujących osobników w ogóle.

## Status
IUCN uznaje głuptaka galapagoskiego za gatunek najmniejszej troski (LC, Least Concern) nieprzerwanie od 2000 (stan w 2021). Według szacunków z 2008, liczebność światowej populacji przekracza 30 tysięcy osobników. Trend liczebności populacji uznawany jest za prawdopodobnie spadkowy ze względu na ograniczoną dostępność pożywienia.